# Старая Гута (Малинский район)
Старая Гута (укр. Стара Гута) — село на Украине, основано в 1899 году, находится в Малинском районе Житомирской области.
Код КОАТУУ — 1823485509. Население по переписи 2001 года составляет 30 человек. Почтовый индекс — 11600. Телефонный код — 4133. Занимает площадь 0,462 км².

## Адрес местного совета
11614, Житомирская область, Малинский р-н, с. Морозовка